# モアイまわし
『モアイまわし』は、宮澤卓宏により製作された日本のインディーゲーム。画面内でマウスカーソルを動かしてモアイを回し、全てのモアイが正面を向くようにするブラウザゲームである。宮澤によるモアイシリーズの第1作であり、後に『モアイの巣』『モアイの塔』も製作された。また、本作はモバイル用にアプリも二度リリースされた。二度目のリリースの際のタイトルは『モアイまわしーズ』であった。

## 内容
一度クリックすればその後のプレイにクリックは不要であり、カーソルを動かすだけで操作できる仕様になっている。画面内のある場所にカーソルを置くとモアイの顔が全て正面を向くようになっており、カーソルを動かしてその位置を探り当てるようにゲームを進行する。モアイを回すアルゴリズムとしては縦軸と横軸の位置を変数として6パターンほど作成し、ゲーム終盤に近付くにつれマウスの動きに対するモアイの回転度合いが大きくなるよう調整してある。答えとなる座標はランダムに決定されており、本来意図されていない別解が存在する可能性もある。制限時間は20秒。
ゲームの舞台はイースター島だけでなく、名古屋城や日本のお茶の間や自動販売機を舞台にしたステージもある。iPhoneアプリ版では、カメラと連動してモアイに人の顔を投影できる。
『モアイまわしーズ』でもルールはそれまでの『モアイまわし』と同様であるが、失敗するとモアイが散り散りに逃走し、モアイの個体数が2体以上に回復するまで再度のプレイができない仕様が追加された。また、収穫したモアイを売却してアプリ内で代金を獲得し、制限時間の延長や失敗時のモアイの逃走の妨害のためのアイテムを購入することも可能となった。複数種類のモアイが登場するのも特徴であり、確保したモアイはモアイ図鑑で確認もできる。

## 製作
クリエイター発掘サイト「BROAD STAR」用に宮澤卓宏が制作した。当時の「BROAD STAR」は小さなサムネイルで応募作品が並ぶ表示であったため、閲覧者の注意を引くために名前とサムネイルにインパクトの強い要素を採用することが考えられた。宮澤は特に理由なくモアイを採用したという。宮澤はモアイについて胡散臭さと神秘性を兼ね備えている点に良さがあると述べている。『モアイまわし』は2004年に「BROAD STAR」上で発表され、モアイの採用が功を奏して閲覧者の注目を浴びたという。
2005年にはリニューアル版が shockwave.com で公開された。その後、新たなアカペラ調の背景音楽を伴うさらなるリニューアル版も「モゲラ」で公開された。2010年には、Adobe Flashの後継であるAdobe Creative Suite 5 で実装されるiPhoneアプリの書き出し機能『Packager for iPhone』を用いてiPhone用アプリがリリースされた。クリック不要のマウス操作はタッチ操作に置き換えられた。
2016年にはモアイが3Dとなったリニューアル版『モアイまわしーズ』がリリースされた。